# Leptailurus serval mababiensis
Leptailurus serval mababiensis es una subespecie de  mamíferos carnívoros  de la familia Felidae.

## Distribución geográfica
Se encuentran en África: el norte de Botsuana.